# Bruno Cascio
Bruno Cascio (Roma, 26 d'abril de 1950) és un director de fotografia italià.

## Biografia
El 1973 es va diplomar a l'Istituto di Stato per la Cinematografia e la Televisione Roberto Rossellini de Roma.
Després de molts anys de treballar com a ajudant d'operador i després com a operador de càmera, va arribar a la direcció de fotografia l'any 1992 amb la pel·lícula Verso sud, dirigida per Pasquale Pozzessere. Amb Padre e figlio (1994, dirigida per Pasquale Pozzessere) va guanyar el David di Donatello a la millor fotografia, ex aequo amb Dante Spinotti (Il segreto del bosco vecchio, dirigida per Ermanno Olmi). També va guanyar una menció especial a la millor fotografia a la XV edició de la Mostra de València
El 1996, amb Marciando nel buio, dirigida per Massimo Spano, va obtenir el 5è lloc en les votacions de David di Donatello.
Treballa amb molts directors debutants, però també amb experts com Sergio Martino i Luciano Emmer, amb els quals va treballar a Una lunga lunga lunga notte d'amore i L'acqua... il fuoco. També ha treballat amb Massimo Spano al telefilm La casa bruciata.